# La Vie secrète des chats
La Vie secrète des chats est une émission française de télévision, diffusée depuis le 20 août 2017 sur TF1, présentée par trois experts : Laetitia Barlerin, Jessica Serra et Thierry Bedossa et narrée par Valérie Damidot. Elle comporte actuellement deux saisons dont la 1re a eu lieu chaque dimanche à 16h10 du 20 août au 10 septembre 2017. La deuxième saison a démarré le dimanche 9 septembre 2018 à 16h05.

## Description
Produite par BBC Worldwide, l'émission est un docu-réalité au travers de quatre épisodes de 52 minutes. Il suit la vie de cent chats de la ville de Meung-sur-Loire (Loiret), équipés de colliers GPS et de caméras pendant un mois.
La deuxième saison est tournée dans un studio dédié à l'émission situé dans le 14e arrondissement de Paris et à Vézénobres dans le Gard.
Au cours de la troisième saison, les chats du panel observé sont originaires de la France entière. Autre particularité : des célébrités ont accepté de se prêter à l'expérience avec leurs chats. Seront observés les chats de Patrick Puydebat, Jeanfi Janssens, Mylène Demongeot, Tatiana Silva, Camille Cerf, Christophe Beaugrand, Patrick Dupond et sa compagne Leila da Rocha, Charlotte Valandrey et le propre chat de Valérie Damidot.

## Titres des épisodes et audiences
| Épisode  | Jour et horaire de diffusion                 | Titre de l'épisode                                       | Audience moyenne          | Audience moyenne | Réf.   |
| Épisode  | Jour et horaire de diffusion                 | Titre de l'épisode                                       | Nombre de téléspectateurs | PDM              | Réf.   |
| -------- | -------------------------------------------- | -------------------------------------------------------- | ------------------------- | ---------------- | ------ |
| SAISON 1 |                                              |                                                          |                           |                  |        |
| 1        | Dimanche 20 août 2017 16 h 10 - 17 h 15      | Quand le chat n'est pas là... où est-il ?                | 1 620 000                 | 18 %             | [ 3 ]  |
| 2        | Dimanche 27 août 2017 16 h 10 - 17 h 15      | Petit chaton deviendra grand                             | 1 450 000                 | 14,9 %           | [ 4 ]  |
| 3        | Dimanche 3 septembre 2017 16 h 10 - 17 h 15  | Langage du chat                                          | 1 740 000                 | 16,1 %           | [ 5 ]  |
| 4        | Dimanche 10 septembre 2017 16 h 10 - 17 h 15 | Dans la peau du chat                                     | 1 720 000                 | 16,2 %           | [ 6 ]  |
| SAISON 2 |                                              |                                                          |                           |                  |        |
| 5        | Dimanche 9 septembre 2018 16h05 - 17h10      | Du chat des villes au chat des champs...                 | 1 530 000                 | 17,2 %           | [ 7 ]  |
| 6        | Dimanche 16 septembre 2018 16h05 - 17h10     | Entre chats                                              | 1 440 000                 | 16,5 %           | [ 8 ]  |
| 7        | Dimanche 23 septembre 2018 16h05 - 17h10     | Itinéraire d'un chat trop gâté                           | 1 510 000                 | 14,0 %           | [ 9 ]  |
| 8        | Dimanche 30 septembre 2018 16h05 - 17h10     | Mon chat, mon enfant et moi...                           | 1 570 000                 | 15,2 %           | [ 10 ] |
| 9        | Dimanche 7 octobre 2018 16h15 - 17h20        | Quand les chats font la loi                              | 1 570 000                 | 15,2 %           | [ 11 ] |
| 10       | Dimanche 14 octobre 2018 16h05 - 17h10       | Mon chat est amoureux                                    | N.C.                      | N.C.             |        |
| 11       | Dimanche 21 octobre 2018 16h05 - 17h10       | Le chat: meilleur ami de l'homme?                        | N.C.                      | N.C.             |        |
| 12       | Dimanche 28 octobre 2018 16h05 - 17h10       | Au cœur de l'expérience                                  | 1 870 000                 | 15,6 %           | [ 12 ] |
| SAISON 3 |                                              |                                                          |                           |                  |        |
| 13       | Dimanche 27 octobre 2019 16h05 - 17h10       | Le tour de France des chats de Patrick Puydebat          | 1 480 000                 | 14,0 %           |        |
| 14       | Dimanche 3 novembre 2019 16h05 - 17h10       | Le chat et l'homme: l'union sacrée? avec Jeanfi Janssens | 1 560 000                 | 12,6 %           |        |
| 15       | Dimanche 10 novembre 2019 16h05 - 17h10      | Naturellement chat! avec Mylène Demongeot                | N.C.                      | N.C.             |        |
| 16       | Dimanche 17 novembre 2019 16h05 - 17h10      | Petits conflits entre voisins! avec Tatiana Silva        | N.C.                      | N.C.             |        |
| 17       | Dimanche 24 novembre 2019 16h05 - 17h10      | Une vie de chat avec Camille Cerf                        | N.C.                      | N.C.             |        |
| 18       | Dimanche 1er décembre 2019 16h05 - 17h10     | Malin comme un chat! avec Christophe Beaugrand           | N.C.                      | N.C.             |        |
| 19       | Dimanche 8 décembre 2019 16h05 - 17h10       | Entrechats avec Patrick Dupond                           | N.C.                      | N.C.             |        |
| 20       | Dimanche 15 décembre 2019 16h05 - 17h10      | Chats et sentiments avec Charlotte Valandrey             | N.C.                      | N.C.             |        |
| 21       | Dimanche 22 décembre 2019 16h05 - 17h10      | Chats de gouttière Vs Chats de race avec Valérie Damidot | 1 900 000                 | 16,4 %           | [ 12 ] |
| 22       | Dimanche 29 décembre 2019 16h05 - 17h10      | Les chats champions de France                            | 1 310 000                 | 11,5%            | [ 13 ] |
| 23       | Dimanche 5 janvier 2020 16h05 - 17h10        | Que sont ils devenus?                                    | N.C.                      | N.C.             |        |

Légende :
En fond vert  = Les plus hauts chiffres d'audiences/PDM
En fond rouge = Les plus bas chiffres d'audiences/PDM
N.C.= Non communiqué jusqu'à maintenant

## Saison 3: la rubrique "chats de stars"
Dans cette nouvelle saison, la rubrique "Chats de stars" fait son apparition. Pour mieux comprendre les relations, les similitudes ou les différences entre leur maître stars et leur chat(te)
| Episode | Date       | Nom de l'animal             | Nom de l'invité                  |
| ------- | ---------- | --------------------------- | -------------------------------- |
| 1       | 27/10/2019 | Charlie                     | Patrick Puydebat                 |
| 2       | 03/11/2019 | Duchesse                    | Jeanfi Janssens                  |
| 3       | 10/11/2019 | Doudou                      | Mylène Demongeot                 |
| 4       | 17/11/2019 | Simba                       | Tatiana Silva                    |
| 5       | 24/11/2019 | Inès                        | Camille Cerf                     |
| 6       | 01/12/2019 | Balzac                      | Christophe Beaugrand             |
| 7       | 08/12/2019 | Rose et Gribouille          | Patrick Dupond et Leila Da Rocha |
| 8       | 15/12/2019 | Lola, Prairie et petit bout | Charlotte Valandrey              |
| 9       | 22/12/2019 | Micheline                   | Valérie Damidot                  |